# Ediakara

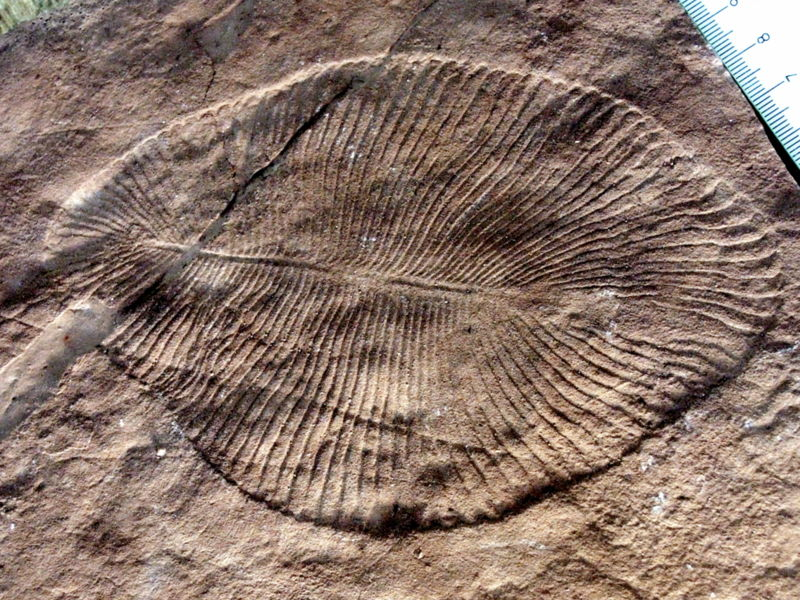
Dickinsonia lenyomata.

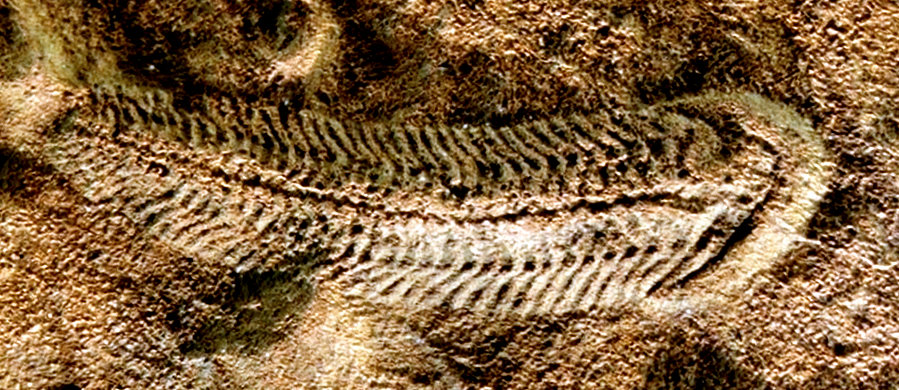
Spriggina lenyomata. Valószínűleg ragadozó életmódot folytatott, esetleg a Trilobiták őse lehetett.

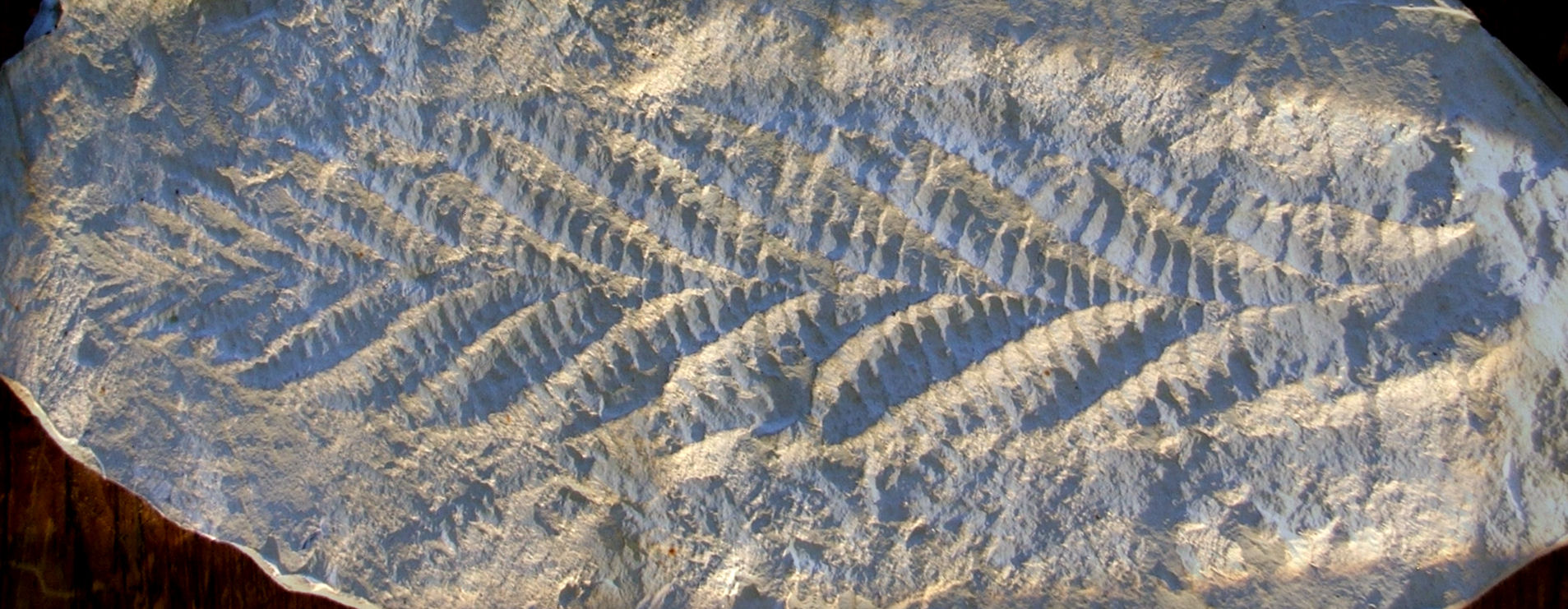
Charnia lenyomata.

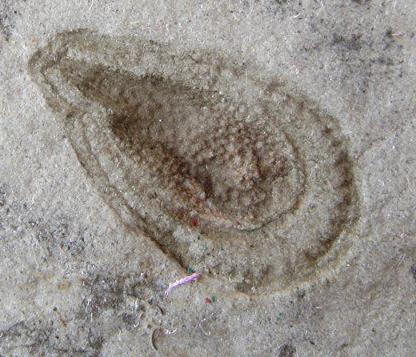
Kimberella lenyomata.

Az ediakara a neoproterozoikum földtörténeti idő utolsó időszaka. Nevét az ausztráliai Ediacara dombságról kapta (Adelaide-től északra, a Flinders-hegységben). Az itteni homokkőben (Pound Quartzite Formation) megtalált késő-prekambriumi (kb. 570 millió éves) sekélytengerben élt élőlények kövületei tették híressé. Felfedezője Reginald C. Sprigg geológus, aki 1947-ben még kambriuminak vélte a leleteket, mert korábban csupán töredékes és csekély anyag állt rendelkezésre a prekambrium végéről. Ediacara a helyi őslakosok nyelvén azt jelenti: érhez hasonló folyóvíz forrása.

## Az ediakara-bióta
Bár a fauna nevét Ediacaráról kapta, a legelső maradványok nem innen kerültek elő. E. Billings már 1872-ben ismertetett egy Aspidella terranovica-ként leírt maradványt az Avalon-félszigetről, Új-Fundlandról. 1933-ban G. Gürich Namíbiában talált hasonló lenyomatokat. Öt kontinensről közel 30 lelőhelyük ismert.
Földtörténetileg a legidősebb ediakara faunák Új-Fundlandról és Angliából ismertek (575-560 millió évesek), valamivel fiatalabbak (560-543 millió évesek) az ausztráliai, norvégiai és a Fehér-tenger partján talált együttesek, a legfiatalabb pedig a már említett namíbiai együttes (549-542 millió éves). Az Ediakara fauna előhírnökének, legkorábbi tagjainak tartják a 610-600 millió éves Twitya Formációban (Kanada, MacKenzie-hegység) talált korong alakú maradványokat.
Az ediakara fauna korábban soha nem látott változatosságot mutat a sekély tengerek fenekén (bentosz) létező élővilág tekintetében. A lenyomatok rendszertani hovatartozása máig vitatott, számos nézet született e téren: egyesek óriási egysejtűeknek, mások fotoszintetizáló sejtszerveződéseknek, zuzmóknak, gombaszerű lényeknek gondolják őket. Az első rendszerezők M. F. Glaessner és M. Wade voltak, akik a maradványokat a ma ismert törzsekbe próbálták besorolni. Az egyik legérdekesebb nézet A. Seilacheré, miszerint ezek a mai állatvilágtól oly nagy mértékben eltérő formák önálló rendszertani csoportot képeznek. Ő alkotta meg rájuk a Vendozoa ill. Vendobionta elnevezést. Testüket folyadékkal kitöltött „matracszerű” képleteknek képzelte el, ezzel magyarázta a lenyomatok domborúságát. Mivel a faunában az egészen egyszerű, korong alakútól a bonyolult, bilaterális formákig sokféle szervezet előfordul, sokan kétségbe vonják, hogy egyetlen ősi, kihalt törzs képviselői lehetnének. Utóbbi nézet neves képviselője az orosz M. A. Fedonkin, aki munkatársával, B. Runnegar amerikai paleontológussal megalkotta a fauna új rendszertanát. A lenyomatok egy részét a csalánozók, puhatestűek, ízeltlábúak és tüskésbőrűek közé sorolták, a kérdéses formákra pedig új csoportokat hoztak létre. S. Conway Morris a Charniodiscust egyes középső kambriumi korú, a Burgess-palában előforduló szervezetek ősének tekinti, elmélete azonban ezidáig még nem nyert bizonyítást.
A fauna legismertebb formái: Spriggina, Dickinsonia, Kimberella, Tribrachidium, Aspidella, Nimbia, Pseudovendia, Charnia, Medusinites, Arkarura, Rangea, Charniodiscus, Praecambridium, Ediacaria, Wigwamiella, Parvancorina, Cloudina, Swartpuntia.
A többségében aljzatlakó szervezetek megőrződését hirtelen betemetődés okozhatta, ami leggyakrabban zagyár (turbidit) vagy tufaszórás következménye. Utóbbit Új-Fundlandnál ki is lehetett mutatni a rétegekből, a kőzet korát is a tufaréteg alapján határozták meg. Másik elképzelés, hogy mikrobiális szövedék borította be a szervezeteket ami egyfajta halotti maszkot képezett, s ez segítette elő a lenyomatok fennmaradását. Az üledékföldtani vizsgálatok szerint e rétegek a hullámbázis és a viharbázis között rakódtak le. Az Ediakara fauna végleges eltűnéséről korábban úgy vélekedtek, hogy néhány tíz millió évvel a kambriumi robbanás előtt történt, a legújabb vizsgálatok alapján azonban kiderült, hogy egészen a kambriumi robbanásig fennmaradtak egyes képviselőik.

## Az ediakara időszak
2004-ben az IUGS (International Union of Geological Sciences) szervezete hivatalosan is elfogadta az ediakara időszakot és bevezette a földtörténeti kortáblázatba. Ezt megelőzően 120 évvel korábban neveztek el utoljára új geológiai időszakot. A neoproterozoikum végének jelölésére korábban többféle elnevezés is élt a gyakorlatban: kisebb-nagyobb eltéréssel ugyanazt az időintervallumot fedi le az ediakara, a vendi, a siniai, valamint a Neoproterozoikum III elnevezés.
Az ediakara időszak bázisát a marinoi (más néven varangi) eljegesedés üledékeinek fedőkőzete, az úgynevezett „cap carbonate” rétegek jelentik. A típusszelvényt a Flinders-hegység Enorama Creek nevű részén jelölék ki. A „cap” karbonátok a marinoi eljegesedés végét jelölik, szövetileg és genetikailag is eltérnek az alattuk települő kőzetektől. Izotópgeokémiai elemzések a 13-as szénizotóp mennyiségének jelentős lecsökkenését mutatták ki e karbonátokból. Azóta a világ több más, e „cap” karbonátokkal korrelálható kőzeteiből is hasonló adatokat nyertek. Egyéb geológiai bizonyítékokkal összevetve a kutatók egy viszonylag hirtelen bekövetkezett globális változásra következtetnek, melynek során nem csak a jégsapkák olvadtak el a gyors felmelegedésnek köszönhetően, hanem globális tektonikus események is zajlottak és a fotoszintézis térhódításával a bioszféra is teljes egészében átalakult.
Az időszak kezdetének pontos datálása a típusszelvényben nem volt lehetséges, ezért a namíbiai mintákon végzett U-Pb radiometrikus kormeghatározás alapján 635,5 ± 1,2 millió évnél jelölték ki az ediakara alsó határát. Enorama Creek-en az aranyszög, mely az időszak határát „fizikailag” jelöli, körülbelül 630 millió éves kőzetbe került.
Az ediakara időszak felső határát a hagyományoknak megfelelően a kambrium legalsó, fortuni korszakának bázisa jelöli ki, kora 542,6 ± 0,3 millió év.